# Tartan noir
Tartan noir – podgatunek powieści kryminalnej charakterystyczny dla literatury szkockiej i szkockich autorów. Łączy elementy klasycznego czarnego kryminału (prozy hardboiled) z silnym osadzeniem w szkockiej rzeczywistości społeczno‑kulturowej. Termin „tartan noir” został przypisany amerykańskiemu pisarzowi Jamesowi Ellroyowi, który określił w ten sposób twórczość Iana Rankina, nazywając go „królem tartan noir”. Za początek tego nurtu uważa się rok 1977.

## Geneza i tło literackie
Za protoplastę tego nurtu uważa się Williama McIlvanney’a – autora Laidlaw (1977), The Papers of Tony Veitch (1983) i Strange Loyalties (1991). Laidlaw jest uważana za pierwszą powieść tartan noir, a sam McIlvanney bywa nazywany „ojcem chrzestnym tartan noir”.
Inspiracje dla tartan noir sięgają wcześniejszych szkockich autorów takich jak James Hogg (Confessions of a Justified Sinner, 1824) oraz Robert Louis Stevenson (Doktor Jekyll i pan Hyde, 1886), zwłaszcza w tematach dualności, moralnej ambiwalencji i psychologii zła.

## Cechy gatunkowe
- Estetyka noir: cyniczni, zmęczeni życiem bohaterowie, brutalność świata przestępczego, noir‑owskie napięcie, często ironiczne poczucie humoru.
- Realizm społeczny: tło życia klas robotniczych w szkockich miastach — Glasgow, Edynburg, Aberdeen — z widocznością przemian społecznych, biedy, brudu miejskiego, przestępczości i napięć społecznych.
- Literacki ładunek: dużo refleksji filozoficznych, silna warstwa psychologiczna, moralne dylematy, często wprowadzone w narrację detektywistyczną.
- Lokalność: pierwszoplanową rolę pełnią szkockie krajobrazy, miasta i ich społeczności; różnice regionów mają znaczenie fabularne (np. Rebus w Edynburgu, Laidlaw w Glasgow, McRae w Aberdeen, Perez na Szetlandach[12])[11].

## Główni przedstawiciele
- William McIlvanney - seria Laidlaw (1977–1991), uznawany za twórcę gatunku[13][14].
- Ian Rankin - seria Inspector Rebus — detektyw John Rebus działa w Edynburgu; jego pierwszym tytułem była Knots and Crosses (1987). Często nazywany "królem tartan noir"[15].
- Val McDermid, Denise Mina, Stuart MacBride, Christopher Brookmyre, Lin Anderson, Peter May, William H. S. McIntyre, Caro Ramsay i inni — reprezentują współczesne i wpływowe nazwiska nurtu tartan noir[16].

## Wydarzenia i nagrody
Od 2012 roku w Stirling organizowany jest międzynarodowy festiwal literatury kryminalnej „Bloody Scotland”, współorganizowany przez autorów Lin Anderson i Alex Gray. Przyznawana jest nagroda McIlvanney Prize dla najlepszej szkockiej powieści kryminalnej roku (nazwana na cześć McIlvanney’ego) oraz Debiut Roku od 2019.

## Tartan noir na ekranie
Wiele z powieści nurtu tartan noir zostało przeniesionych na ekran zarówno w formie filmu jak i serialu. Są to m.in.:
- Szetlandy[12]
- Karen Pirie[18]
- Żądza krwi[19]
- Ślady[20]